# Ivar Fredrik Bredal
Ivar Fredrik Bredal (Copenhaguen, 17 de juny de 1800 - 25 de març de 1864) fou un director d'orquestra i compositor danès.
Va ser director de l'Orquestra del teatre Reial de la seva ciutat nadiua i va escriure les òperes següents: Lucia di Lammermoor (1832); La banda de guerrillers (1834), la cantata Judes Iscariot per a tenor i orquestra, i diverses composicions soltes.